# The Lion Sleeps Tonight
The Lion Sleeps Tonight (также известна под названием Wimoweh, в оригинале Mbube — на языке зулу: «Лев») — песня, записанная зулусским музыкантом Соломоном Линдой и группой Evening Birds для южно-африканской звукозаписывающей компании Gallo Record в 1939 году. На создание песни Линду сподвигли детские воспоминания, когда он пас скот, защищая его от львов.
В 1950-е годы песня активно перепевалась многими поп- и фолк-исполнителями по всему миру, среди которых The Weavers, Джимми Дорси, Има Сумак, Мириам Макеба, французский шансонье Анри Сальвадор и The Kingston Trio. В 1961 году кавер-версия, представленная ду-воп-группой The Tokens, достигла вершины американских чартов. Лицензионные сборы составили порядка 15 миллионов долларов США. Новая волна популярности песни 1990-х годов связана с её лицензированием компанией Warner Bros. для фильмов об Эйсе Вентуре и компанией Disney для мультфильма «Король Лев», спин-офф сериала «Король лев: Тимон и Пумба», а также мюзикла.
При жизни Соломон Линда не получил за создание этой песни практически ничего, однако в 2000-х годах его наследникам удалось отсудить у звукозаписывающих компаний некоторую сумму, которая не разглашается.

## Интересные факты
- Песня прозвучала в одной из сцен кинофильма «Страх вратаря перед одиннадцатиметровым».
- Общее число кавер-версий The Lion Sleeps Tonight за 70 лет превышает 160.
- Песня звучала на последнем дне рождения президента Кеннеди в живом исполнении Мириам Макеба.
- Американские астронавты слушали эту песню на мысе Канаверал.
- Непосредственный автор песни получил за неё менее трети недельного прожиточного минимума.
- Песня прозвучала в одном из эпизодов американского мелодраматического фильма «Вкус жизни».
- Ещё один всплеск популярности песня (в исполнении The Tokens) обрела благодаря музыкальному ролику с участием персонажей французского мультсериала «Пат и Станли». Видео на официальном канале сериала на YouTube.